# Kemi A
Kemi A var en 100-poängskurs på gymnasieskolan i Sverige. Efter Gy 2011 är kursen ersatt med kemi 1. Kemi A var inte ett kärnämne men var obligatorisk på Naturvetenskapsprogrammet och Teknikprogrammet.

## Innehåll
Enligt skolverkets kursplan skulle man kunna följande efter genomförd kurs:
- Kunna planera och genomföra experimentella undersökningar på ett säkert sätt. Bearbeta, redovisa och tolka resultat.
- Kemisk bindning, atomernas elektronstruktur, relatera ämnets egenskaper till bindningstyp, styrka och uppbyggnad.
- Växelverkan av elektromagnetisk strålning med materia.
- Kännedom om några grundämnen, kemiska föreningar och moderna material, deras egenskaper, förekomst och kretslopp samt deras betydelse till exempel i jordskorpan eller inom olika verksamhetsområden i samhället.
- Tolka, skriva och använda sig av formler för kemiska föreningar och reaktioner och därvid föra stökiometriska resonemang samt utföra enkla beräkningar.
- Uppskatta entalpiförändring vid kemiska reaktioner samt använda sig av begreppen entropi och entalpi för att diskutera drivkraften för en reaktion.
- Oxidation och reduktion.
- pH, neutralisation, syror, baser, jämvikter, buffertverkan.